# Grace Serrano Zameza
Grace Serrano Zameza (* 2006) ist eine Kinderdarstellerin.

## Biografie
Grace Serrano Zameza hatte 2014 einen Auftritt in dem deutschen Filmdrama Männertreu von Hermine Huntgeburth mit Matthias Brandt und Suzanne von Borsody in den Hauptrollen. Sie spielte die Tochter Paula des von Maxim Mehmet verkörperten Thomas Sahl. Thea Dorn, deren Buch dem Film zugrunde liegt, sowie Hermine Huntgeburth und drei der Hauptdarsteller wurden für ihre Leistung mit dem Grimme-Preis 2015 ausgezeichnet. Im selben Jahr spielte Serrano Zameza in dem fürs Fernsehen gedrehten Kriminalfilm Besondere Schwere der Schuld, in dem neben Götz George, Hanno Koffler und Hannelore Elsner die Hauptrollen innehatten, die Rolle der kleinen Emily. 
In der deutschen Krankenhausserie Bettys Diagnose war Serrano Zameza 2016 in der Episode Schonungslos als Jana Rosicki zu sehen. Gegen Ende des Jahres spielte die junge Darstellerin in den beiden ersten Episoden der Krimireihe um die Zielfahnderin Nora Weiss, verkörpert von Anna Maria Mühe, deren Patenkind Daina Balodis, das von einer Mädchenhändlerorganisation gekidnappt wird.

## Filmografie
- 2014: Männertreu
- 2014: Besondere Schwere der Schuld
- 2016: Bettys Diagnose (Fernsehserie, Folge Schonungslos)
- 2016: Solo für Weiss – Das verschwundene Mädchen
- 2016: Solo für Weiss – Die Wahrheit hat viele Gesichter